# Kalmar

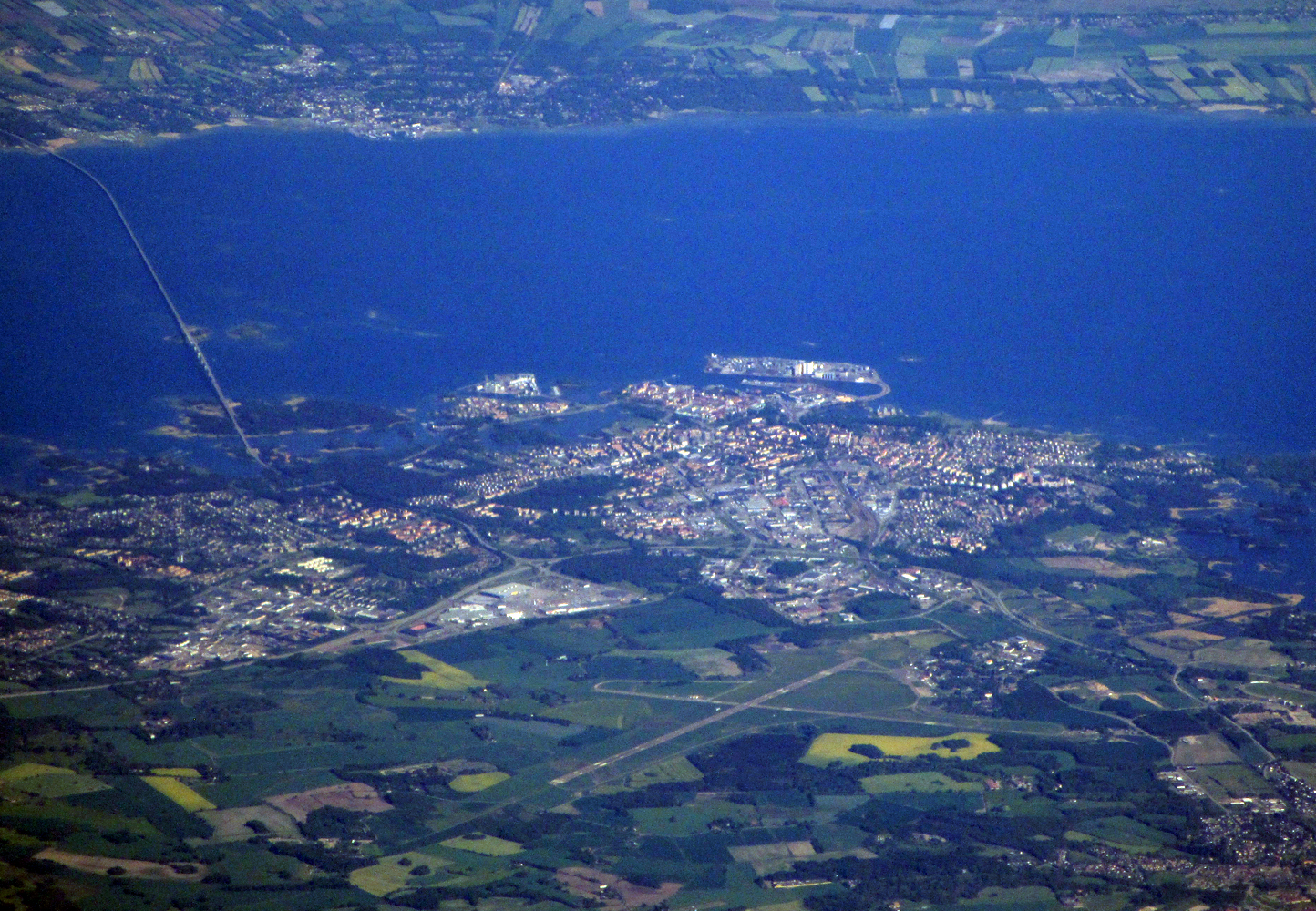
Luftaufnahme von Kalmar, links im Bild ist die Ölandbrücke

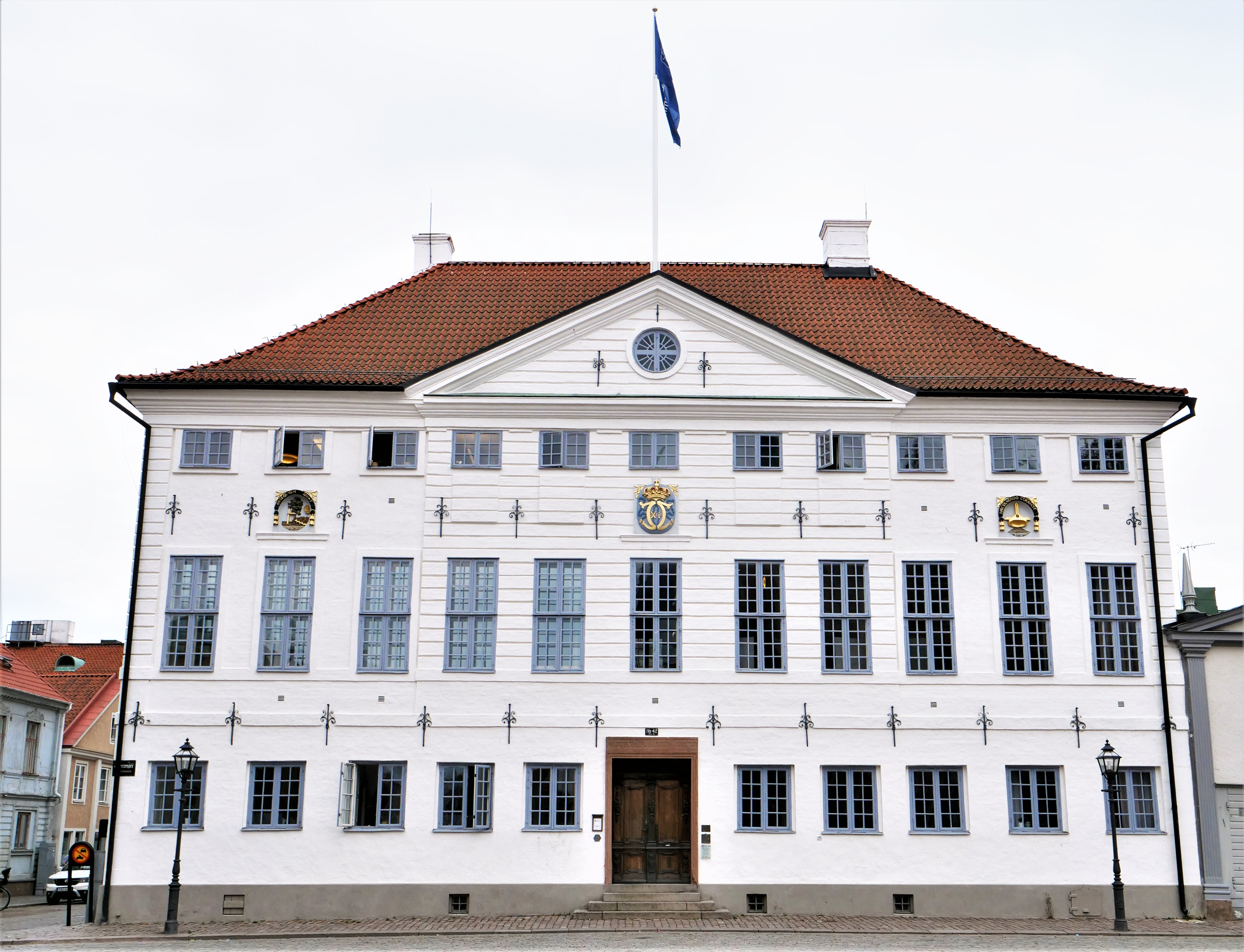
Kalmarer Rathaus

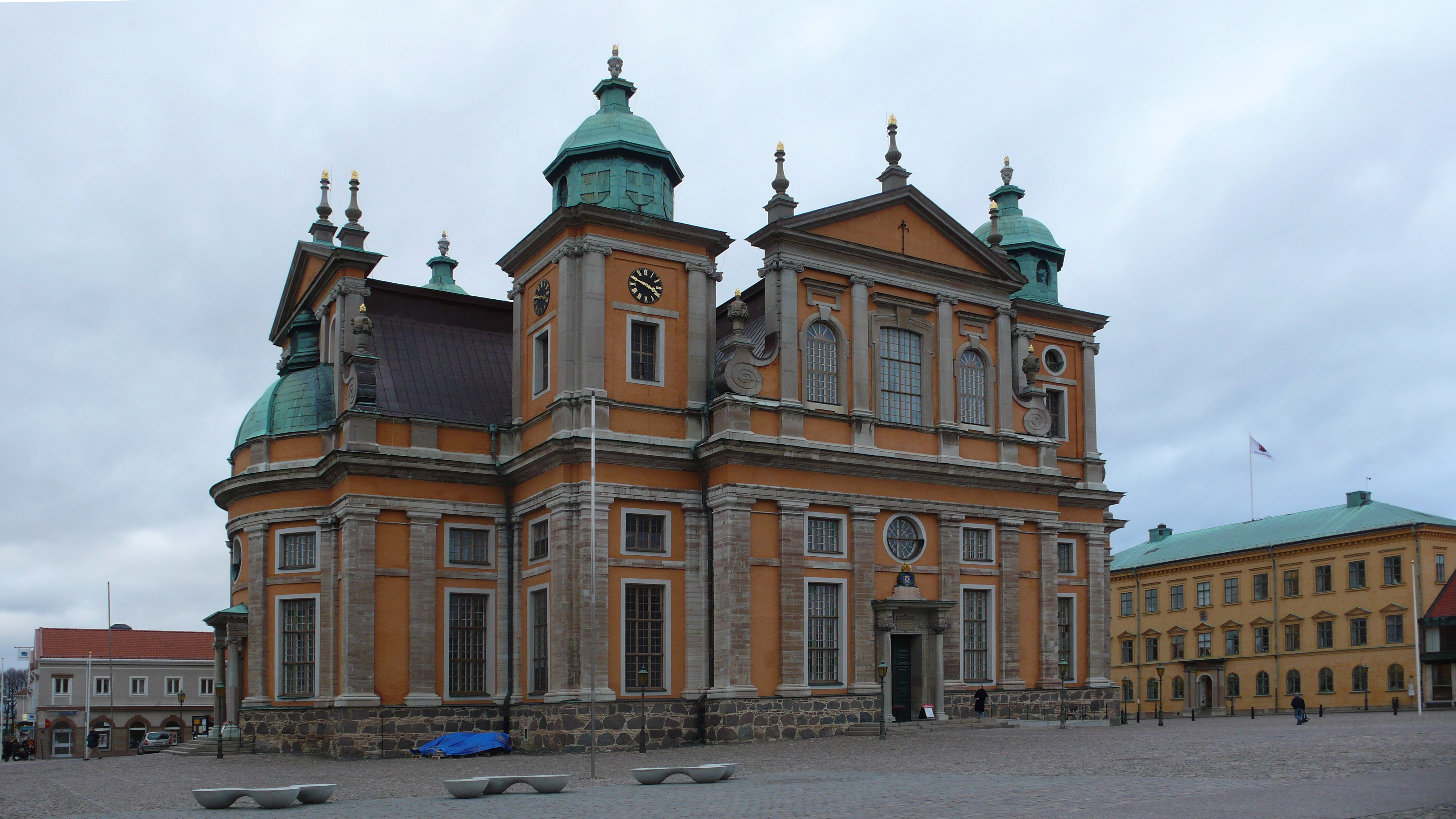
Der Dom zu Kalmar

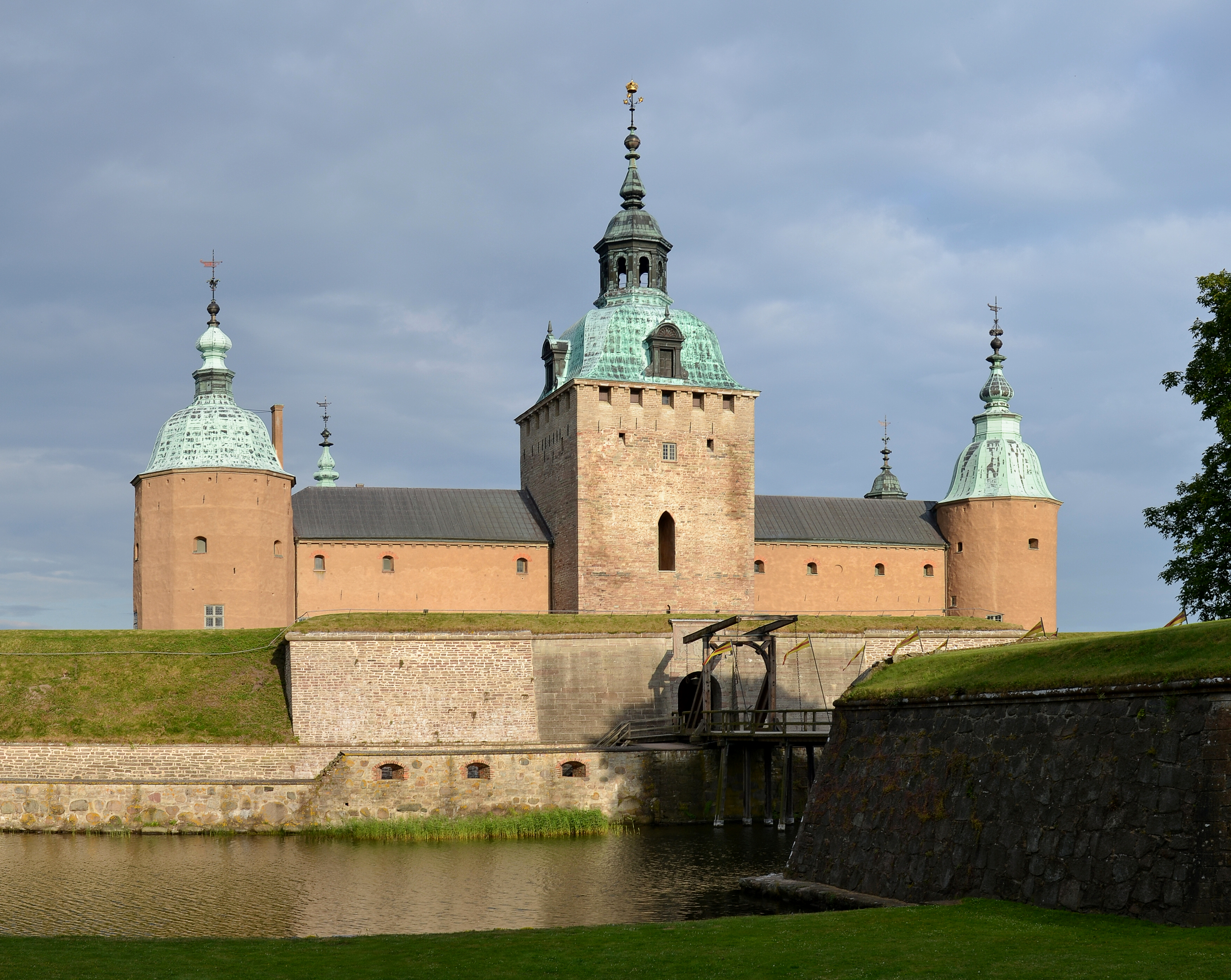
Schloss Kalmar

Kalmar ist eine Stadt in der südschwedischen Provinz Kalmar län und der historischen Provinz Småland. Die Stadt liegt an dem zur Ostsee gehörenden Kalmarsund zwischen der Insel Öland und dem Glasreich in der historischen Provinz Småland. Die sechs Kilometer lange Ölandbrücke (schwedisch Ölandsbron), die Öland mit dem Festland verbindet, beginnt in Kalmar.
Kalmar ist Residenzstadt der Provinz und Hauptort der gleichnamigen Gemeinde.
Im Altschwedischen bezeichnete kalmar vermutlich einen „Steingrund“. Bei Niedrigwasser sind die Steinbänke am Grund des Kalmarsundes beim Blick von der Ölandbrücke in Richtung Stadtzentrum erkennbar. Wahrscheinlich wurde das Wort kalmar zuerst von Seefahrern für diese schwer zu durchfahrende Passage benutzt.

## Geschichte
Etwa zehn Kilometer westlich von Kalmar in Smedby wurde das etwa 8500 Jahre alte Tingby-Haus (schwedisch Tingby Hus) ausgegraben, das als Skandinaviens ältestes Haus gilt. Eine Rekonstruktion befindet sich in der Nähe des Ausgrabungsplatzes.
Kalmar ist eine der ältesten Städte Schwedens. Der Ort war Handelsplatz an einem Hafen und Handelsweg; schon vor dieser Zeit war die Umgebung der Stadt Schauplatz für eine intensive Besiedlung gewesen. Die erste Erwähnung Kalmars findet man auf einem Runenstein in Södermanland aus dem 11. Jahrhundert. Hier ist zu lesen, dass ein Mann beim Kalmarna sundum (Kalmarsund) erschlagen wurde. In der Mitte des 13. Jahrhunderts war Kalmar eine blühende Handelsstadt, die von wohlhabenden Kaufleuten dominiert wurde. Exportiert wurde unter anderem Kalkstein aus Öland, Teer und Bretter aus den Wäldern Smålands sowie Eisen, Butter, Getreide und Tierhäute. Eingeführt wurde vor allem Salz, aber auch Bier, Wein, Stoffe und Gewürze. Die Hanse hatte eine Handelsniederlassung in Kalmar.
Im Jahre 1397 gründeten Abgesandte Dänemarks, Norwegens und Schwedens in Kalmar die Kalmarer Union – ein Bündnis, das Skandinavien für rund eineinhalb Jahrhunderte vereinte. Dessen ungeachtet war Kalmar während des Dänisch-Schwedischen Krieges (1470–1471), des Dänisch-Schwedisch-Lübischen Krieges (1501–1512) und des Schwedischen Befreiungskrieges (1520–1523) zwischen Dänen und Schweden umkämpft. Da Kalmar damals an der Grenze zwischen Dänemark und Schweden lag, fanden hier auch von 1611 bis 1613 der Kalmarkrieg und 1679 eine der letzten Schlachten des Schonischen Krieges statt.
Kalmar lag ursprünglich direkt vor dem Schloss und umfasste etwa den Raum des heutigen Stadtviertels Gamla Staden. Im Laufe des Kalmarkrieges von 1611 bis 1613 wurde jedoch ein Großteil der mittelalterlichen Stadt zerstört, nachdem der Befehlshaber des Schlosses, Krister Some, dieses und die Stadt fast kampflos dem dänischen König Christian IV. überlassen hatte. Die Stadt wurde vorerst zwar an gleicher Stelle wieder aufgebaut, doch beschloss der Reichsrat 1640, diese auf die Insel Kvarnholmen zu verlegen. Der Stadtbrand von 1647 beschleunigte die Umsetzung dieser Pläne. An neuer Stelle errichtete man auf Befehl des Königs Wälle und Bastionen, und innerhalb der Stadtmauern entstand ein rechtwinkliges Straßennetz rund um die Provinzverwaltung und die Kirche. Die Hauptstraße Storgatan verlief entlang der Längsachse des Stadtgrundrisses und über die beiden größeren Plätze Stortorget (Großer Markt) und Larmtorget. Die Bürger erbauten, nachdem sie Steueranreize für den Handel mit Salz erhalten hatten, neue Steinhäuser. Der Name des Architekten, der hinter der Neuerrichtung der Stadt stand, die von 1647 bis 1657 dauerte, ist unbekannt.
Im Jahr 1689 wurde das Hauptquartier der schwedischen Flotte von Kalmar nach Karlskrona verlegt. Der König entzog 1786 Kalmar den Status einer Festungsstadt; 1797 öffnete man die Stadttore und damit die Stadt. Die Stadtmauern wurden dem Verfall überlassen und in den 1860er Jahren begann man mit deren Abriss.
Von diesem Zeitpunkt an wuchs die Stadt auch außerhalb der Stadtmauern. Als 1874 die Eisenbahnlinie gebaut wurde, brach man die Wälle vor dem geplanten Bahnhof auf. Zusätzlich wurde ein Teil des Schlossgrabens zugeschüttet. Zu dieser Zeit war Kalmar eine der wenigen Städte Schwedens mit Häusern aus Stein. Von den alten Handelszeiten zeugten die Aufzugseinrichtungen an den Giebeln. Noch bis in die 1950er Jahre bestand die Bebauung hauptsächlich aus Häusern des 17. Jahrhunderts. Danach wurden Teile der alten Innenstadt abgerissen und durch Bankhäuser, Warenhäuser und Parkplätze ersetzt. Diese Abrisswelle führte zur größten Veränderung des Stadtbilds seit den Großbränden des Mittelalters.
Bis zur Vereinigung mit dem Bistum Växjö war Kalmar von 1603 bis 1915 ein eigenständiges Bistum der Schwedischen Kirche.

## Wappen
Das Stadtwappen zeigt einen in Silber stehenden roten Vierzinnenturm mit goldenem, offenem Tor und zwei ebenfalls goldgefärbten Fenstern auf blauem Wellenschildfuß. Zwei sechszackige rote Sterne umgeben die Burg.

## Sehenswürdigkeiten
Die historisch bedeutendsten Stadtteile sind die Altstadt (Gamla staden) beim Schloss und das im 17. Jahrhundert neu angelegte Zentrum auf der Insel Kvarnholmen (Mühleninsel). Im Zentrum befindet sich der Dom, der von 1602 bis 1915 Bischofssitz war. Eine weitere Sehenswürdigkeit sind drei in Höhe aufsteigende Holzhäuser, die weiterhin als Wohnraum genutzt werden. Sie erhielten den Namen Tripp Trapp Trull. Es gibt ein Kunstmuseum und ein Provinzmuseum (Länsmuseum). In letzterem wird die Region und das Linienschiff Kronan ausführlich beschrieben. Zudem besitzt Kalmar mit dem Saga das älteste noch in Betrieb befindliche Kino Schwedens und ist Heimathafen der Olof Trätälja, des ältesten noch im Einsatz befindlichen Motorfrachters Schwedens, je nach Quelle auch Europas oder der Welt.
Eine moderne Sehenswürdigkeit ist die über sechs Kilometer lange Ölandbrücke.

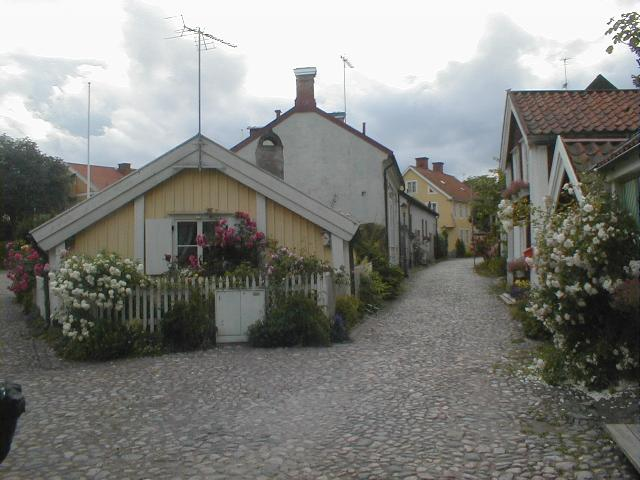
Gassen in der Altstadt
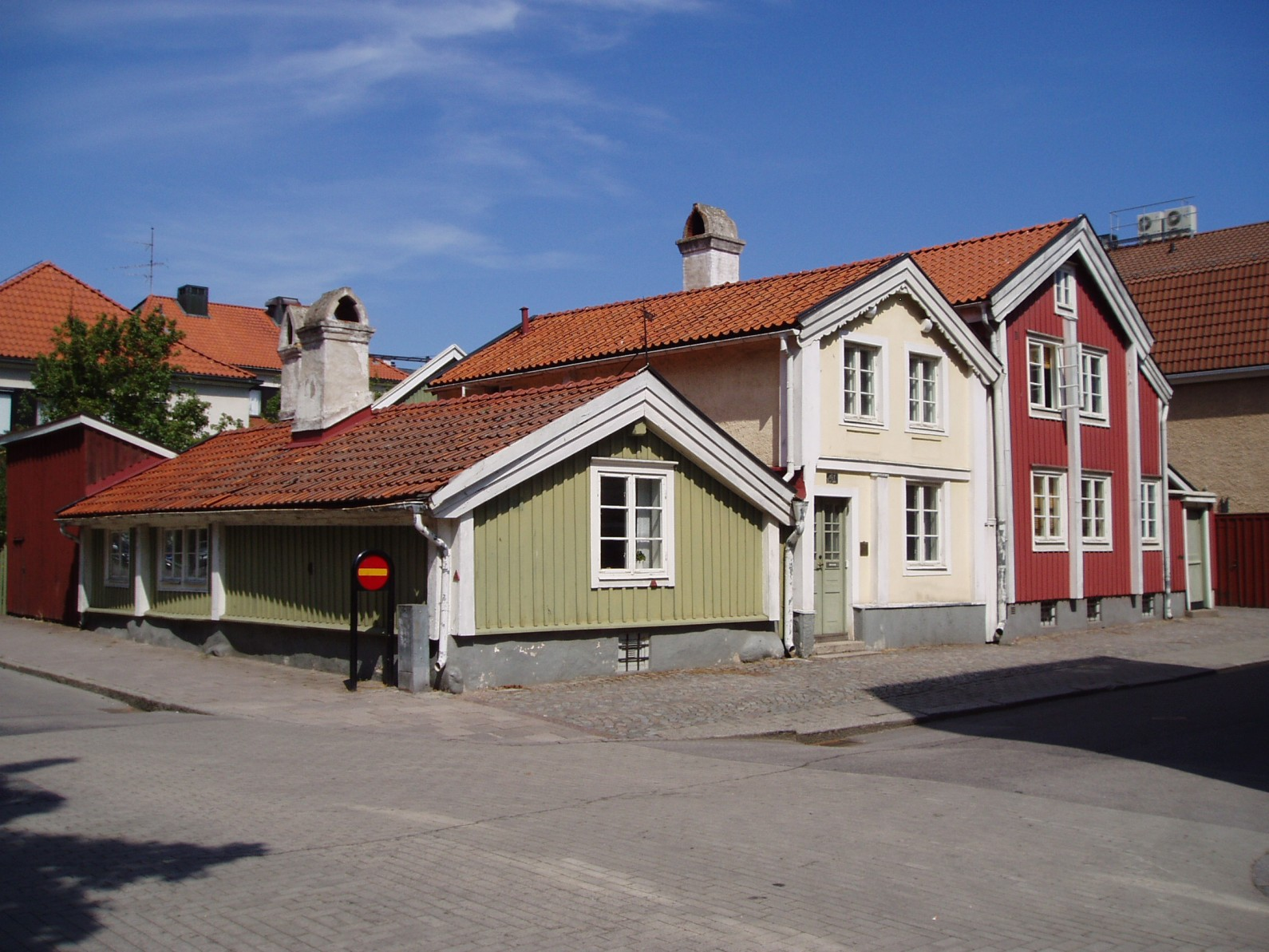
Häuser „Tripp Trapp Trull“
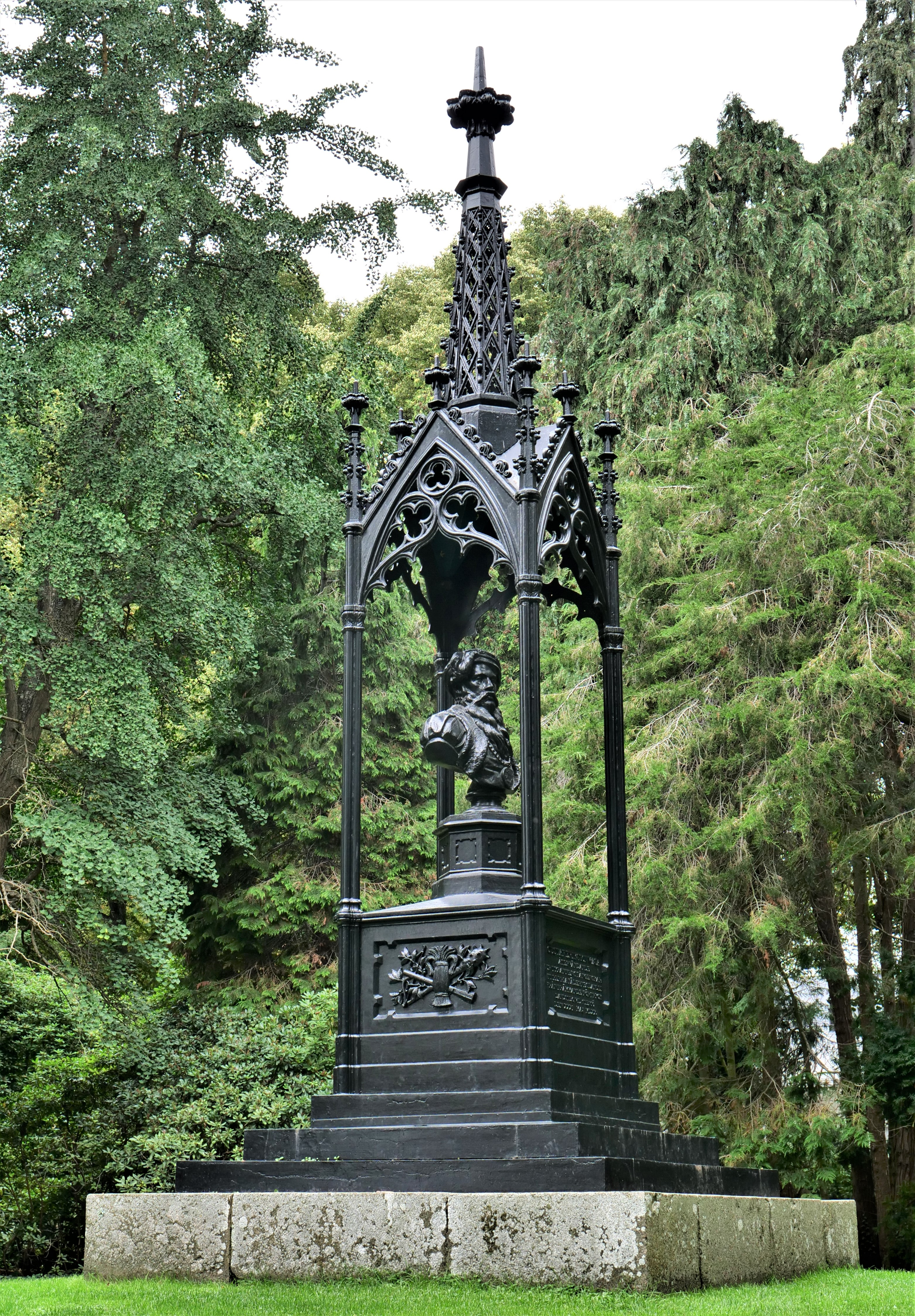
Denkmal für Gustav I. Wasa
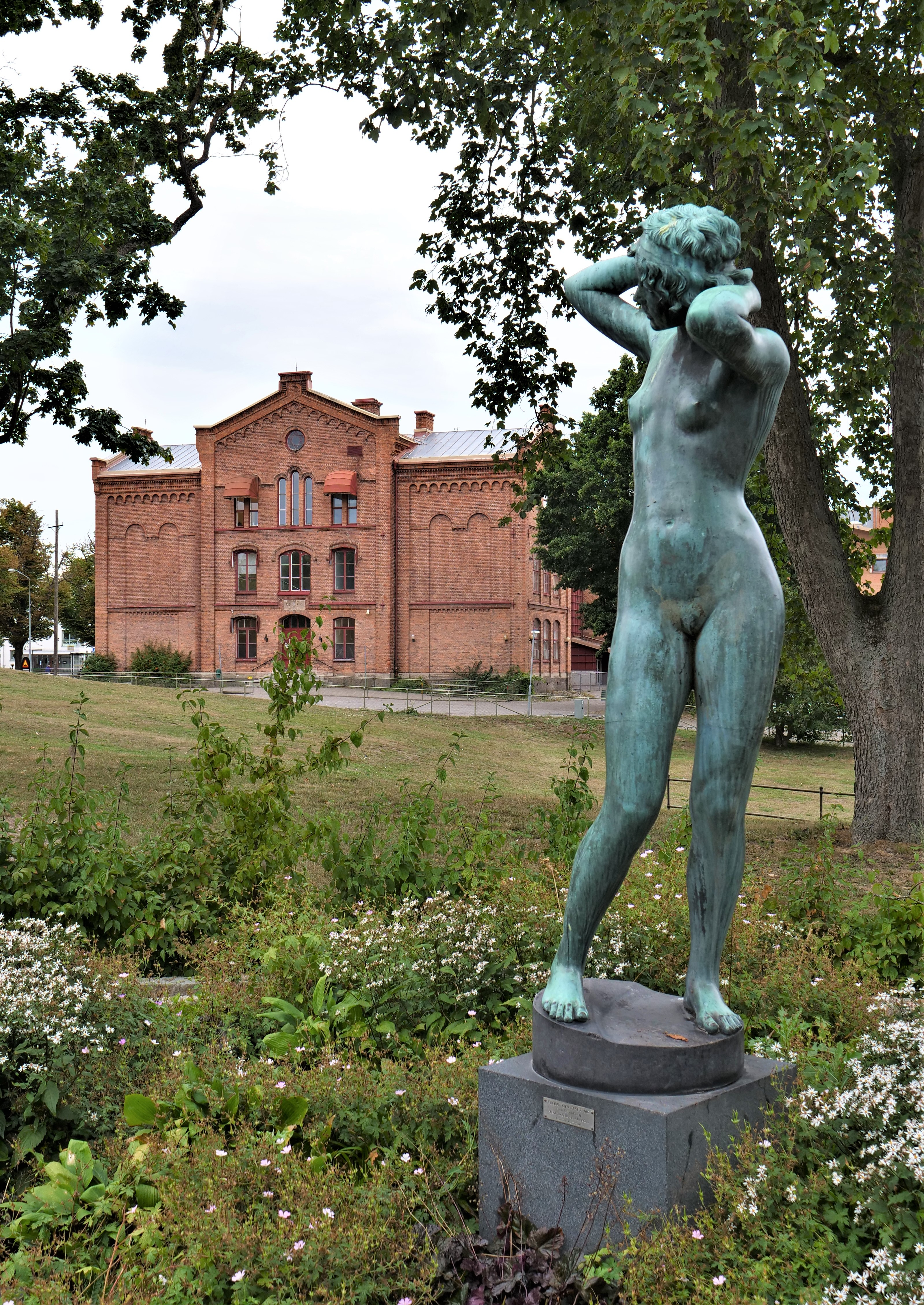
Tore Strindberg: Mädchen knotet sein Haar (Olof-Palme-Park)

## Universität
Seit 1842 werden in Kalmar Marineoffizierskurse abgehalten. Im Jahr 1977 wurde die Hochschule (Högskolan i Kalmar) gegründet. Im Jahr 2010 schlossen sich die Universität von Växjö und die Hochschule von Kalmar zur Linné-Universität zusammen. Insgesamt sind rund 44.000 Studenten eingeschrieben, von denen etwa 10.000 in Kalmar studieren. Die Universität unterhält weitere Standorte in Hultsfred (Musik & Eventmanagement), Ljungby (Informationslogistik) und Nybro (Design).

## Wirtschaft und Infrastruktur
Wichtige Wirtschaftszweige sind die Lebensmittel- und Streichholzindustrie. Vom Flughafen Kalmar werden überwiegend schwedische Städte, aber auch Urlaubsorte angeflogen. Er wird von den Fluggesellschaften Kalmarflyg, Blue1, SAS Scandinavian Airlines und Air Europa genutzt.

### Sport
Seit 2012 wird hier im August mit dem Ironman Kalmar Sweden ein Triathlon über die Langdistanz (3,86 km Schwimmen, 180,2 km Radfahren und 42,195 km Laufen) ausgetragen.

## Söhne und Töchter der Stadt
- Pehr Frigel (1750–1842), Komponist
- Carl Gustav Mosander (1797–1858), Chemiker und Chirurg
- Jenny Nyström (1854–1946), Malerin und Illustratorin
- Hermann Brag (1860–1936), Opernsänger
- Ida Trotzig (1864–1943), Fotografin, Ethnografin, Japanologin, Schriftstellerin und Malerin
- John F. Carlson (1874–1945), US-amerikanischer Landschaftsmaler und Kunstpädagoge schwedischer Herkunft
- Ivar Kreuger (1880–1932), Geschäftsmann
- Bengt Berg (1885–1967), Ornithologe und Schriftsteller
- Ingeborg Sjöqvist (1912–2015), Wasserspringerin
- Alice Babs (1924–2014), Schlager- und Jazzsängerin
- Bengt Hallgren (1925–2021), Bischof von Harnösand
- Finn Bergstrand (* 1932), Diplomat und Schriftsteller
- Per-Ola Lindberg (1940–2022), Schwimmer
- Bill Björklund (1941–2018), Fußballspieler
- Göran Therborn (* 1941), Soziologe und Hochschullehrer
- Johan M. Arnell (* 1947), Dirigent
- Håkan Florå (1962–2009), Punkmusiker, bekannt als Onkel Kånkel
- Amanda Ooms (* 1964), Schauspielerin
- Joakim Haeggman (* 1969), Profigolfer
- Lena Hallengren (* 1973), schwedische Politikerin
- Joachim Lantz (* 1977), Fußballspieler
- Christoffer Andersson (* 1978), Fußballspieler
- Mats Äleklint (* 1979), Jazz- und Improvisationsmusiker
- Erik Slottner (* 1980), Politiker
- Niklas Wykman (* 1981), Politiker
- Milan Smiljanić (* 1986), serbischer Fußballspieler
- Rasmus Elm (* 1988), Fußballspieler
- Svante Ingelsson (* 1998), Fußballspieler